# Batocarpus
El Batocarpus és un gènere de la tribu de les artocàrpies que agrupa espècies tropicals distribuïdes a Amèrica central i del sud. Tenen similituds amb el gènere Artocarpus.